# Blaca (otok)
Blaca je majhen nenaseljen otoček v Jadranskem morju. Pripada Hrvaški. Nahaja se ob severni obali otoka Korčule, približno 190 m od obale.
Površina otočka je 4587 m². Dolžina obale je 283 m in se dviga 3 m od morja.